# .44 S&W American
Набій .44 S&W American (загальна назва .44 American) — американський револьверний набій центрального запалення.

## Опис
Використовували в револьвері Smith & Wesson Модель 3, був представлений в 1869. В період з 1871 та 1873, набій .44 Модель 3 був стандартним набоєм армії США для ручної зброї. Його також пропонували для армійських револьверів компанії Merwin Hulbert & Co.
Набій мав змащену кулю, яка була меншою за шийку гільзи, та капсулі Боксера або Бердана, а також заряди з чорним та бездимними порохами. Через таку кулю гільзу не можна було використовувати з більш пізніми кулями .44 Russian, .44 Special або .44 Magnum, які були більшими в діаметрі і довшими.
За потужністю набій можна порівняти з набоями .41 Long Colt, .32-20 Winchester або .44-40 Winchester. Його можна було використовувати для полювання на дичину на близький відстані.
Продажі набою .44 American припинилися приблизно в 1940. Набій можна зробити самому шляхом обрізки та переробки гільзи від набою .41 Magnum. В револьверах, розроблених під чорний порох, можна використовувати лише набої з зарядами чорного пороху; сучасний порох створює високий тиск.
В перестрілці у коралю О-Кей 26 жовтня 1881, Ваєтт Ерп мав 8-дюймовий револьвер Smith & Wesson .44-калібру модель 1869 American. Ерп отримав револьвер як подарунок від мера Тумстоуна, Аризона та редактора газети ombstone Epitaph Джона Клама.